# Mountain (band)
Mountain er et amerikansk hard rock band som blev dannet på Long Island i New York i 1969. Oprindelige medlemmer var sanger og guitarist Leslie West, bassist og sanger Felix Pappalardi, keybordspilleren Steve Knight og trommeslager N. D. Smart- Bandet blev allerede opløst i 1972, men er blevet gendannet flere gange siden 1973 med varierende besætninger. Det er stadig aktivt I 2025,. Deres bedst kendte sang er "Mississippi Queen", men de er også krediteret for deres optræden på Woodstock Festivalen i 1969. Mountain er et af flere bands, som i dag krediteres for at have haft indflydelse på den tidlige udvikling af heavy metal i 1970'erne. Bandets musikalske stil bestod i hovedsagen af sange indenfor genrerne hard rock og blues rock.

## Diskografi

### Studiealbums
| Year | Album                | US  | Certification |
| ---- | -------------------- | --- | ------------- |
| 1970 | Climbing!            | 17  | US: Gold      |
| 1971 | Nantucket Sleighride | 16  | US: Gold      |
| 1971 | Flowers of Evil      | 31  |               |
| 1974 | Avalanche            | 102 |               |
| 1985 | Go for Your Life     | 166 |               |
| 1996 | Man's World          | -   |               |
| 2002 | Mystic Fire          | -   |               |
| 2007 | Masters of War       | -   |               |

### Live albums
- Mountain Live: The Road Goes Ever On (1972) US #63
- Twin Peaks (1974)[3] US #142
- Eruption (2000 & 2004)

### Opsamlingsalbums
- The Best of Mountain (1973) US #72 *US: Gold
- Over the Top (1995)[3]
- Crossroader - An Anthology 70/74 (2010)

### Singler
| Year | Name                              | US  |
| ---- | --------------------------------- | --- |
| 1970 | "Mississippi Queen"               | 21  |
| 1970 | "For Yasgur's Farm"               | 107 |
| 1971 | "The Animal Trainer and the Toad" | 76  |

## Eksterne links
- Officiel hjemmeside: www.MountainRockBand.com
- Mountain biography by Steve Huey, discography and album reviews, credits & releases at AllMusic.com
- Mountain discography, album releases & credits at Discogs.com
- Mountain biography, discography, album credits & user reviews at SputnikMusic.com
- Mountain albums to be listened as stream at Play.Spotify.com